# Лоси (Могилёвская область)
Ло́си (бел. Ласі) — деревня в составе Брожского сельсовета Бобруйского района Могилёвской области Республики Беларусь.

## Население
- 1999 год — 175 человек
- 2010 год — 111 человек